# Eilandspolder
Eilandspolder este o arie protejată (arie specială de conservare — SAC, sit de importanță comunitară — SCI) din Țările de Jos întinsă pe o suprafață de 798 ha, integral pe uscat.

## Localizare
Centrul sitului Eilandspolder este situat la coordonatele 52°34′47″N 4°51′41″E / 52.5797°N 4.8615°E.

## Înființare
Situl Eilandspolder a fost declarat sit de importanță comunitară în aprilie 2003 pentru a proteja 3 specii de animale. Situl a fost protejat și ca arie specială de conservare în mai 2013.

## Biodiversitate
Situată în ecoregiunea atlantică, aria protejată conține 2 habitate naturale: Liziere de ierburi înalte hidrofile de câmpie și de nivel montan până la alpin, Mlaștini turboase de tranziție și turbării mișcătoare.
La baza desemnării sitului se află mai multe specii protejate:
- mamifere (1): Microtus oeconomus arenicola
- pești (2): zvârluga (Cobitis taenia), boarță (Rhodeus amarus)